# Jurij Sobol
Jurij Aleksiejewicz Sobol, ros. Юрий Алексеевич Соболь (ur. 19 marca 1966, Rosyjska FSRR) – rosyjski piłkarz, grający na pozycji obrońcy, a wcześniej napastnika.

## Kariera piłkarska

### Kariera klubowa
W 1983 karierę piłkarską rozpoczął w Kubaniu Krasnodar. Potem dwa lata służył w wojskowym SKA Rostów nad Donem, po czym powrócił do Kubania. Był jednym z najbardziej doświadczonych piłkarzy krasnodarskiej drużyny, która wtedy składała się z młodzieży. W 1991 przeszedł do FC Samtredia, a w marcu 1992 rozegrał jeden mecz w składzie Worskły Połtawa. Potem powrócił do Kubania. W 1993 przeszedł do Tiekstilszczika Kamyszyn, a w kwietniu 1994 przeniósł się do Łady Togliatti. Na początku 1995 ponownie został piłkarzem Worskły Połtawa. W 1997 bronił barw Kreminia Krzemieńczuk, w którym zakończył karierę piłkarską.

## Sukcesy i odznaczenia

### Sukcesy klubowe
- mistrz Drugiej Ligi ZSRR: 1987
- brązowy medalista Mistrzostw Ukrainy: 1997